# Cossesseville
Cossesseville település Franciaországban, Calvados megyében. Lakosainak száma 105 fő (2022. január 1.). Cossesseville Le Bô, Clécy, Pierrefitte-en-Cinglais, La Pommeraye és Pont-d’Ouilly községekkel határos.

## Népesség
A település népességének változása:
| Lakosok száma | 125  | 83   | 90   | 107  | 99   | 97   | 95   | 103  | 107  | 105  |
|               | 1968 | 1982 | 1990 | 2006 | 2013 | 2015 | 2017 | 2019 | 2020 | 2022 |